# Galeana (Nuevo León)
Galeana é um município do estado de Nuevo León, no México.
Em 2005, o município possuía um total de 38.930 habitantes.